# جامعة فرجينيا للتقنية
الجامعة والمعهد التقني لولاية فيرجينيا معروفة باسم: فيرجينيا التقنية Virginia Polytechnic Institute and State University أو Virginia Tech. هي جامعة بحثية عامة، يقع مقرها الرئيسي في بلاكسبرج، فيرجينيا. تُدرس كل أنواع التكنولوجيا لها العديد من الأقسام منها: الفلاحة والهندسة. أنشأت عام 1872.
تقدم الجامعة 280 برنامجًا لشهادة البكالوريوس والدراسات العليا لحوالي 34,400 طالب وتدير محفظة بحثية بقيمة 522 مليون دولار، مما يجعلها في المرتبة 46 بين الجامعات في الولايات المتحدة من حيث نفقات البحث. تُعد الجامعة ثاني أكبر جامعة عامة في الولاية من حيث التسجيل. وقع أعنف إطلاق نار جماعي في حرم جامعي أمريكي في الحرم الجامعي في عام 2007، حيث قتل أحد الطلاب خلاله 32 شخصًا من الطلبة وأعضاء الهيئة التدريسية وأصاب 23 آخرين.

## التاريخ

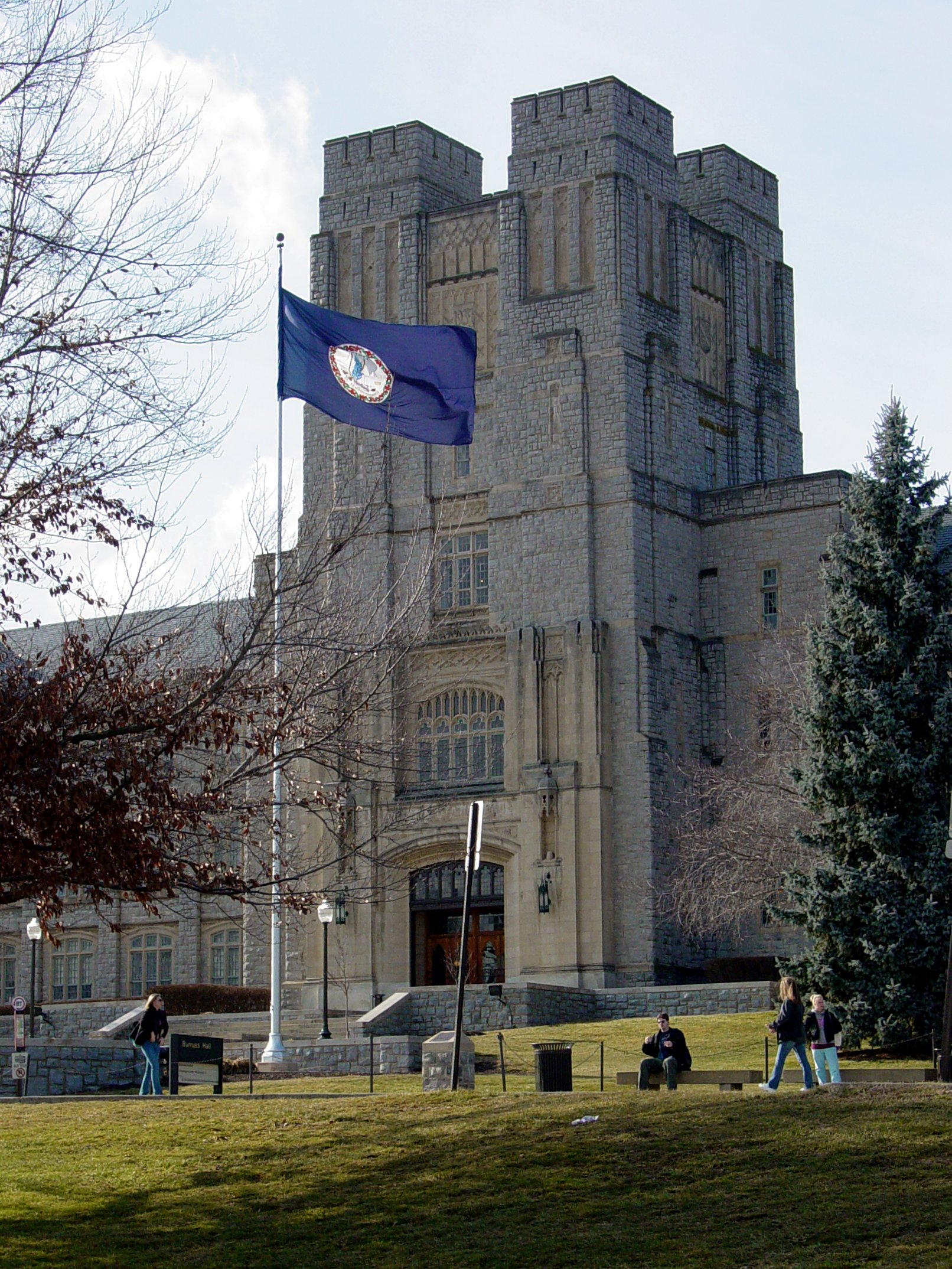
قاعة بوروس في جامعة فرجينيا التقنية

في عام 1872، وبتمويل اتحادي قدمه قانون موريل لعام 1862، اشترت الجمعية العامة لفيرجينيا مرافق معهد بريستون وأولين، وهي مدرسة ميثودية صغيرة للبنين في مقاطعة مونتغومري الريفية بجنوب غرب فيرجينيا. وفي نفس العام، اشترت حوالي 250 أكر (100 ها) من مزرعة سوليتيود المجاورة مقابل 21,250 دولارًا من روبرت تايلور بريستون، ابن حاكم فرجينيا، جيمس باتون بريستون. أدرج الكومنولث مؤسسة جديدة في الموقع، وهو معهد عسكري لمنح الأراضي مدعوم من الدولة يدعى كلية فيرجينيا الزراعية والميكانيكية.
يُعد أديسون كالدويل أول طالب تم تسجيله في الجامعة في 1 أكتوبر 1872، حيث كان يسير لمسافة تزيد عن 25 ميلاً من منزله في مقاطعة كريج، فيرجينيا. وُضع له تمثال يقع في الجزء العلوي من الحرم الجامعي لإحياء ذكرى رحلته للتسجيل. يعيد طلاب السنة الأولى وكادرهم التدريبي تمثيل رحلة أديسون كالدويل كل عام في كالدويل مارس. يكملون النصف الأول من مسيرة 26 ميلًا في الخريف والنصف الثاني في الربيع.
خدم الرؤساء الخمسة الأوائل لكلية فيرجينيا الزراعية والميكانيكية في جيش الولايات الكونفدرالية أو الحكومة الكونفدرالية خلال الحرب الأهلية كما فعل العديد من أساتذتها الأوائل بما في ذلك القائد الأول، جيمس إتش لين، خريج معهد فرجينيا العسكري والجنرال الكونفدرالي السابق الذي قام بالتدريس الهندسة المدنية والتجارة في الكلية وهي تحمل اسم لين هول، أحد أقدم المباني في الحرم الجامعي الذي تم بناؤه عام 1888.
كان رئيسها الثالث، توماس نيلسون كونراد، جاسوسًا كونفدراليًا سيئ السمعة أدار عملية سرية لجمع المعلومات الاستخباراتية من منزل في قلب واشنطن العاصمة ، وشملت مآثره في زمن الحرب، ومن بين أمور أخرى، قام بالتخطيط لمؤامرة لاغتيال القائد العام لجيش الولايات المتحدة وينفيلد سكوت. كان رئيسها السادس الذي يحمل اسم بارينجر هول، بول براندون بارينجر، نجل الكونفدرالية الجنرال روفوس بارينجر وابن شقيق الجنرالات الكونفدرالية ستونوول جاكسون ودانييل هارفي هيل.

### ما بعد الحرب العالمية الثانية

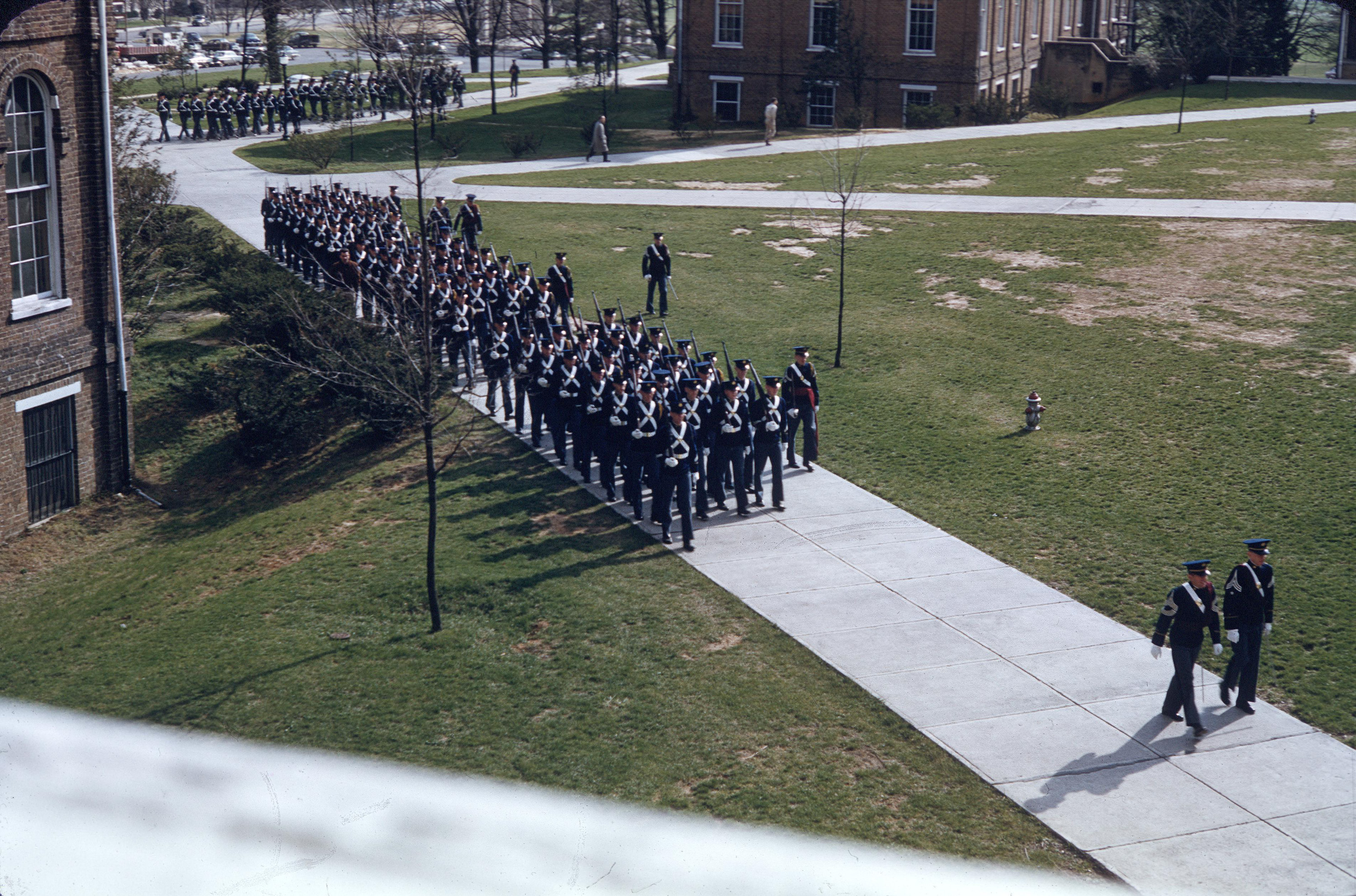
فيلق الكاديت في الحرم الجامعي عام 1952

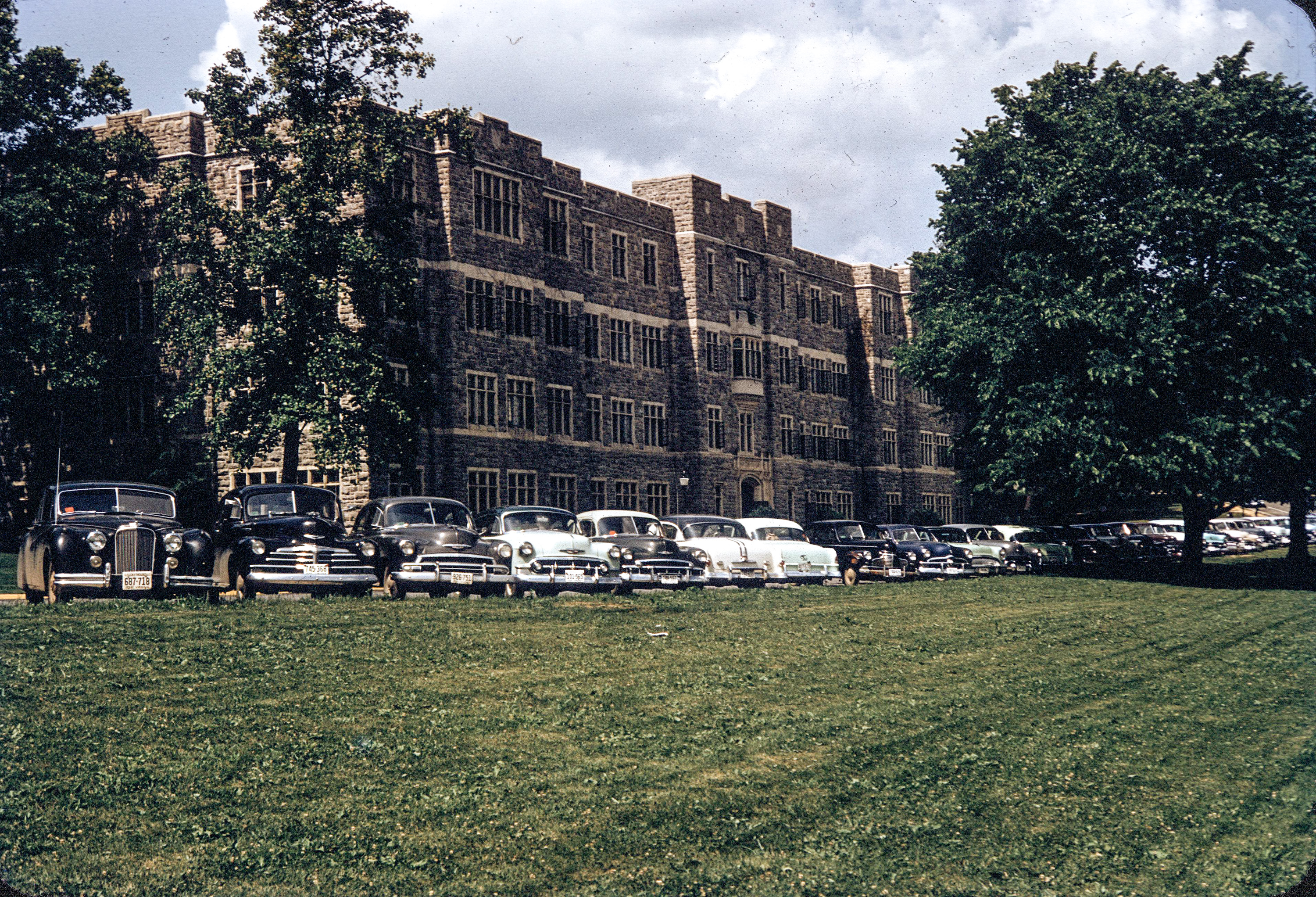
سيارات شيفروليه ديلوكس متوقفة أمام قاعة باتون، حوالي 1952

في عام 1953، تحت قيادة الرئيس والتر ستيفنسون نيومان، قبلت الجامعة طالبًا أسودًا للدراسة فيها لأول مرة حيث كانت تُعد مؤسسة عامة بيضاء تاريخيًا، وتم قبول ثلاثة طلاب سود آخرين في عام 1954. في ذلك الوقت كانت فرجينيا لا تزال تطبق قوانين جيم كرو وتمارس الفصل العنصري إلى حد كبير في التعليم العام والخاص، والكنائس والأحياء والمطاعم ودور السينما، ولم يُسمح لهؤلاء الطلاب السود الأوائل في الجامعة بالعيش في قاعات الإقامة أو تناول الطعام في قاعات الطعام في الحرم الجامعي. بدلاً من ذلك، استقلوا مع عائلات أمريكية من أصل أفريقي في بلاكسبرج. في عام 1958، دخل تشارلي ل. ييتس التاريخ كأول أمريكي من أصل أفريقي يتخرج من الجامعة. حصل ييتس على درجة البكالوريوس في الهندسة الميكانيكية مع مرتبة الشرف، وتم الترحيب به كأول أمريكي من أصل أفريقي "يتخرج من أي معهد هندسي كبير في الجنوب"، وفقًا لتقارير إخبارية في ذلك الوقت.
مارشال هان، رئيس الجامعة في ذلك الحين، والذي امتدت فترة ولايته من 1962 إلى 1974، كان مسؤولاً عن العديد من البرامج والسياسات التي حولت الجامعة من معهد عسكري صغير، أبيض تاريخيًا، ويغلب عليه الذكور مع التركيز الأساسي على التدريس الجامعي إلى جامعة بحثية مختلطة كبرى. زاد عدد الطلاب الذي كان يبلغ حوالي 5,682 في عام 1962 بحوالي 1,000 طالب كل عام، وتم تشييد مساكن ومباني أكاديمية جديدة، وأضيف أعضاء هيئة التدريس - في عام 1966، على سبيل المثال، انضم أكثر من 100 أستاذ جديد إلى الكلية - وازدادت ميزانيات البحث. خلال فترة هان، لم تكتف الجامعة بتخريج أول باحث من منحة روديس عام 1963، وقامت بإلغاء شرط مشاركة الطلاب الذكور في فيلق كاديت لمدة عامين في عام 1964. ابتداءً من خريف عام 1973، تمكنت النساء من المشاركة في الفيلق، مما جعل الجامعة من بين الكليات العسكرية العليا الأولى في البلاد التي تدمج النساء.

## الحياة الطلابية

### الحياة السكنية

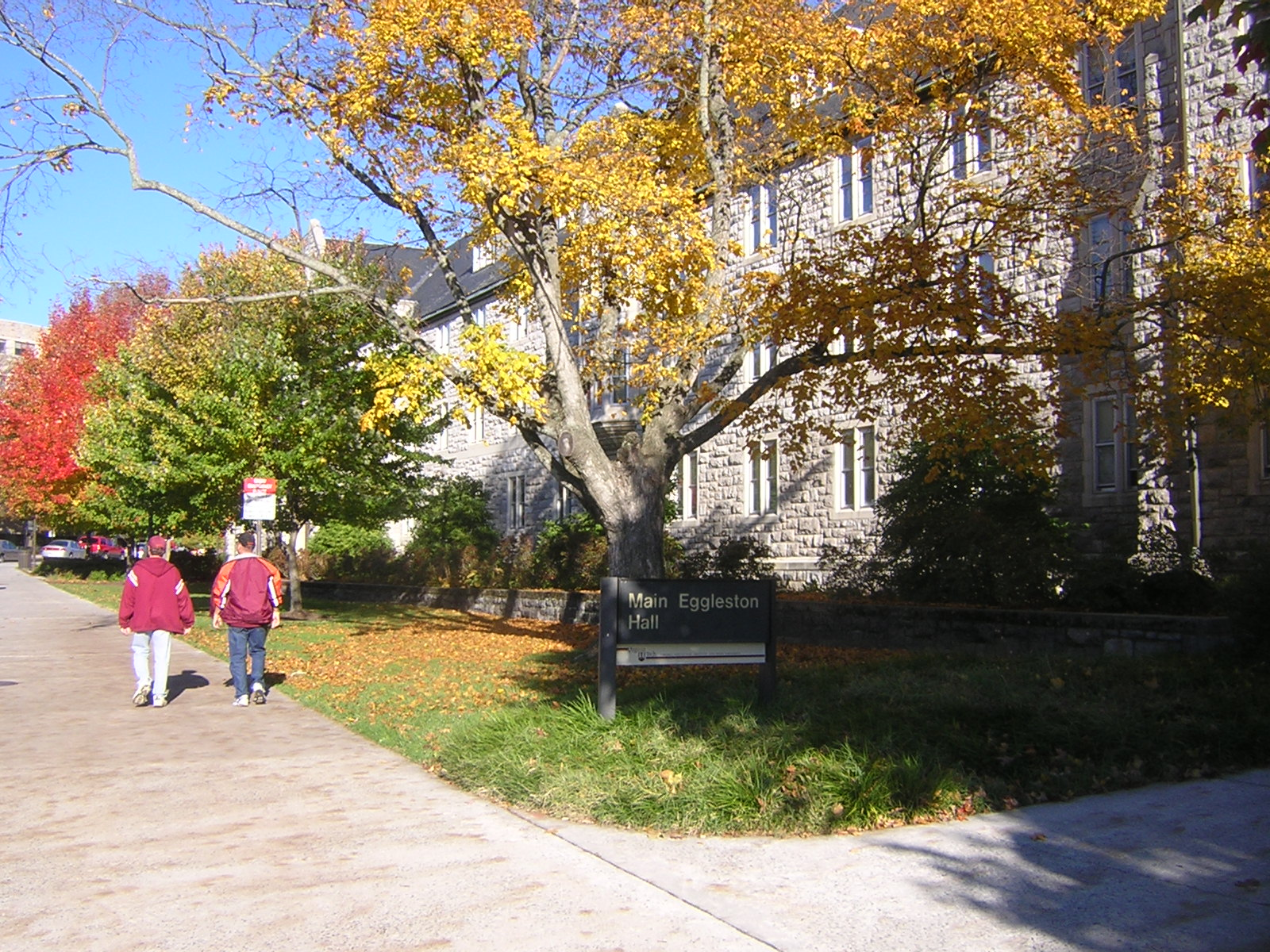
قاعة إغليستون الرئيسية

- يقيم في الحرم الجامعي أكثر من 9,300 طالب من الجامعة.[30]
- يوجد حاليًا ثمانية وعشرون قاعة سكنية تضم طلاب البكالوريوس والدراسات العليا. العديد منها إما في مراحل التخطيط أو قيد الإنشاء الآن.
- يوجد بالجامعة مساكن داخل الحرم الجامعي لطلاب الدراسات العليا والمهنيين غير المتزوجين؛ قد لا يستوعب المسكن العائلات والأزواج.[31]
- يجب على جميع الطلاب الجدد العيش في الحرم الجامعي. ومع ذلك، بالنسبة لعام التقديم 2019، أتيحت الفرصة لطلاب السنة الأولى للعيش خارج الحرم الجامعي. كان هذا نتيجة معدل القبول الكبير بشكل غير متوقع. من أجل العيش في الحرم الجامعي، يجب على الطلاب ملء عقد سكن وتناول الطعام في الجامعة، والذي يتطلب من الطلاب شراء خطة وجبات رئيسية.[32]

#### قاعات السكن الجامعي
| قاعات السكن الجامعي | قاعات السكن الجامعي                                                                                            | قاعات السكن الجامعي                                                                                       |
| --- | --- | --- |
| - شرق أمبلر جونستون - ويست أمبلر جونستون - بارينجر - كاديت جديد - شرق كامبل - ماين كامبل - كوكرين - شرق إغليستون - الرئيسية إغليستون - غرب إغليستون - هاربر | - هيلكريست - جونسون - لي - اميال - رجل جديد - قاعة كاديت جديدة - نيو هول ويست - نيو ريزيدنس هول الشرقية - باين | - بيرسون - بدرو ييتس - بريتشارد - برج سلشر - جناح سالشر - فاوتر - مركز الدراسات العليا في دونالدسون براون |

### فيلق الكاديت

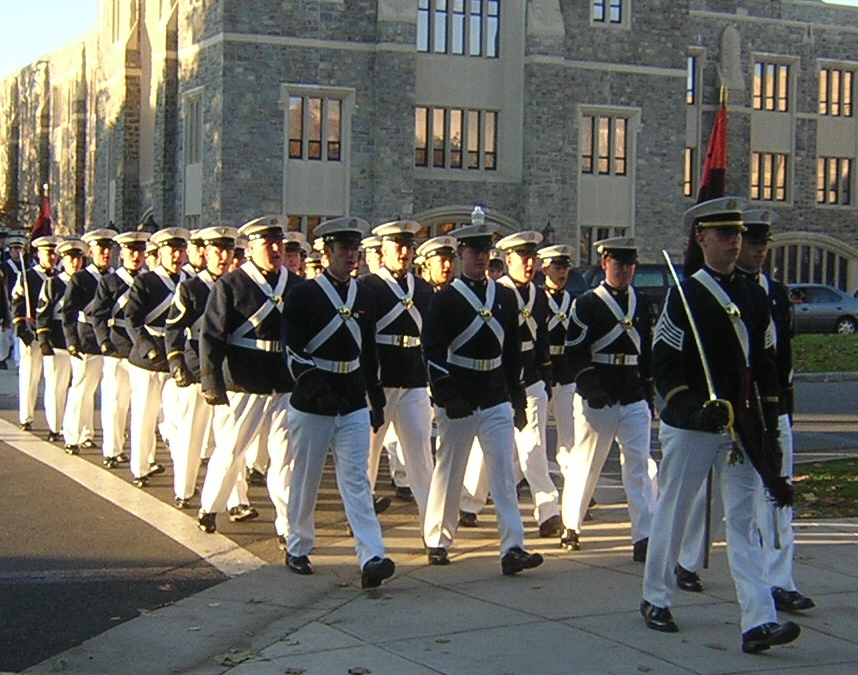
فيلق فرجينيا للتكنولوجيا في مسيرة

حتى عام 1932، كان يُطلب من كل رجل قادر جسديًا المشاركة لمدة أربع سنوات في فيلق فرجينيا التقنية من الكاديت. تم تغيير الشرط إلى عامين حتى عام 1964، عندما أصبحت المشاركة طوعية. أعضاء برنامج تدريب ضباط الاحتياط مطلوب منهم المشاركة في فيلق الكاديت. ظلت الجامعة واحدة من ثلاث جامعات عامة في الولايات المتحدة بها فيلق نشط من الطلاب العسكريين وطلاب مدنيين منتظمين في حرمها الجامعي (جامعة تكساس إيه آند إم وجامعة شمال جورجيا هما الآخران).

## ألعاب القوى

شعار منمق

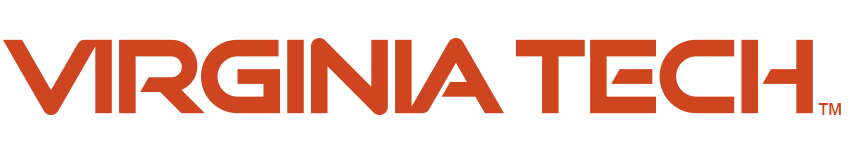
شعار فرجينيا التقنية الرياضي

تُعرف فرق الجامعة باسم هوكيز، وهو مخلوق يشبه الديك الرومي.
من بين الرياضيين البارزين في الجامعة نيكيل ألكسندر ووكر، فرانك بيمر، آلان بريستو، كام تشانسيلور، بيمبو كولز، ديل كاري، آيس كوستيس، رينيه دينيس، بيل دولي، جيم دروكنميلر، تيريل إدموندز، تريمين إدموندز، بود فوستر، كيندال فولر، كايل فولر، وتشاك هارتمان، وسالي مايلز، وتشارلز موير، وجوني أوتس، وبروس سميث، وتيرود تايلور، ودي أنجيلو هول، وإشعيا فورد، وأنجيلا تينشر، ومايكل فيك.

أبرز المرافق الرياضية هي ملعب لين، وكاسيل كوليسيوم، والميدان الإنجليزي، وتومسون فيلد، وتيك سوفتبول بارك، وريكتور فيلد هاوس، ومرفق بيمر لوسون للتمرين الداخلي، ومركز كريستيانسبورغ المائي.

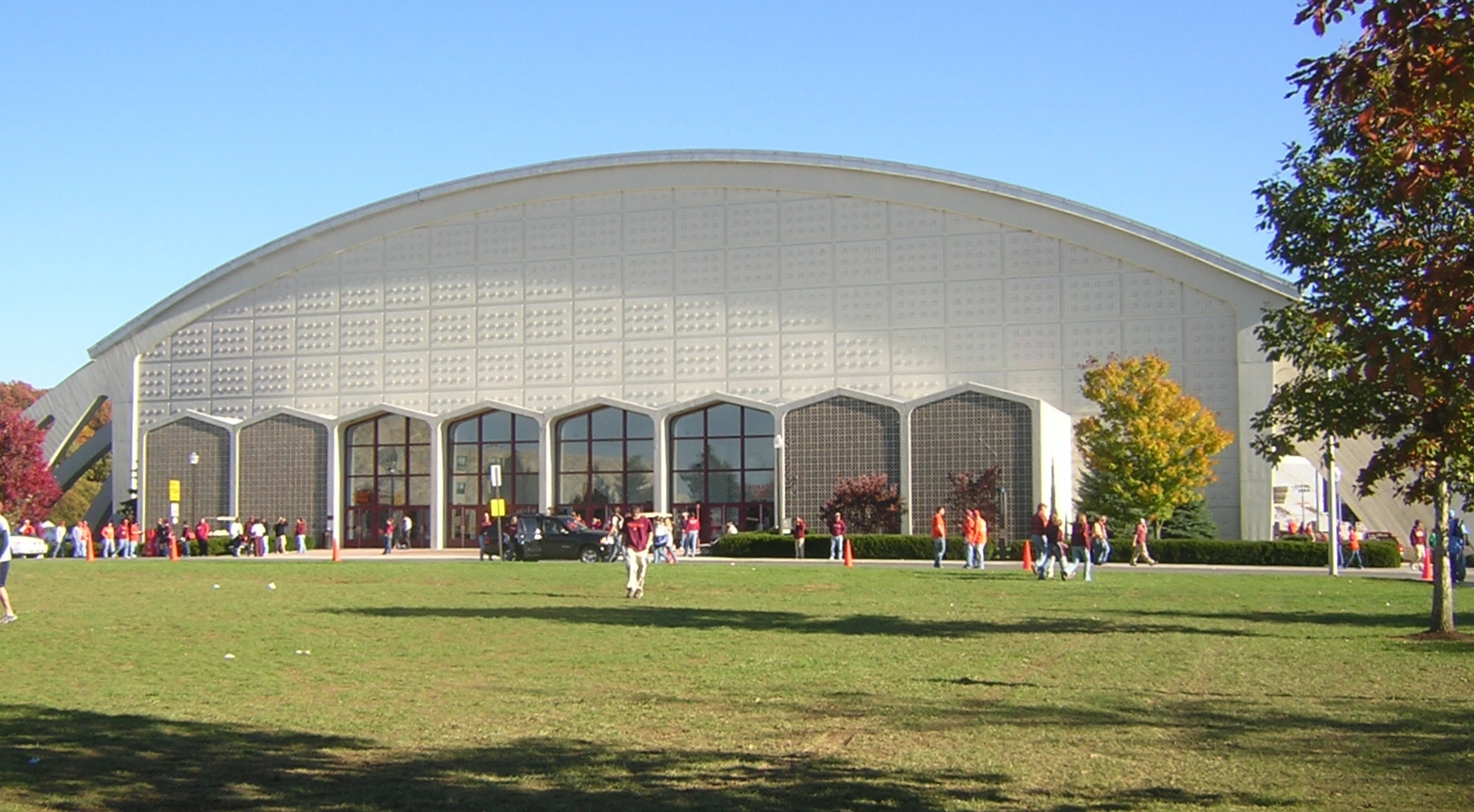
كاسيل كوليسيوم
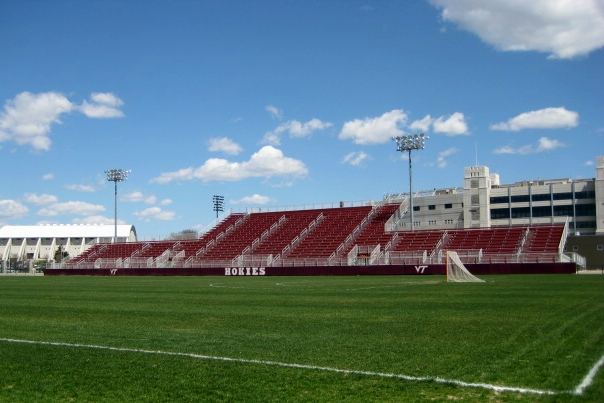
حقل طومسون
تك سوفتبول بارك ->تك سوفتبول بارك ->
منزل رئيس الجامعة ->منزل رئيس الجامعة ->
مرفق ممارسة داخلي Beamer-Lawson ->مرفق ممارسة داخلي Beamer-Lawson ->

## الخريجين
منذ افتتاحها في عام 1872 باسم كلية فيرجينيا الزراعية والميكانيكية، خرجت الجامعة عددًا من الخريجين المتميزين الذين عززت مساهماتهم سمعة الجامعة.
تضم رابطة خريجي فرجينيا للتكنولوجيا أكثر من 240,000 خريج حي في جميع أنحاء الولايات المتحدة وحول العالم.

## وصلات خارجية
- موقع الجامعة